# Kharosthi

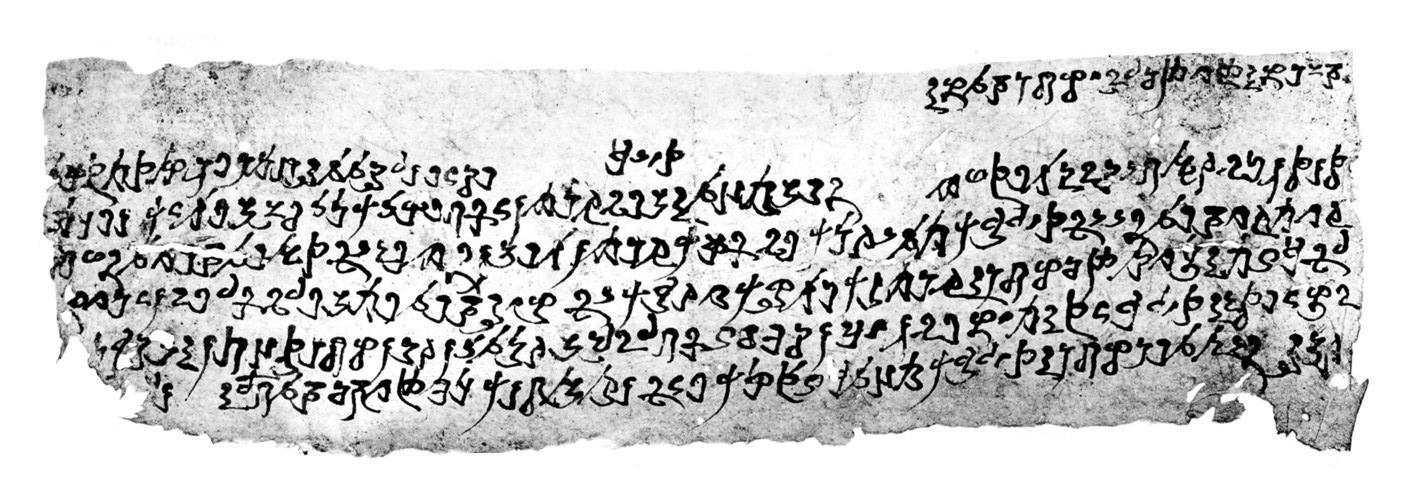
Fragment ur Kharosthi-handskrift från 400-talet(?).

Kharoṣṭhī är en abugida som användes i Gandhara i nordvästra delen av indiska halvön för att skriva gāndhārī och sanskrit. Den uppstod i mitten av 300-talet f.Kr., troligtvis baserad på den arameiska skriften, och dog ut i sitt hemland under 200-talet e.Kr. På andra håll fortsatte skriften att användas fram till 600-talet.
Skriften uppstod ungefär samtidigt med brāhmī men till skillnad från denna, som gav upphov till en lång rad olika skriftspråk, har kharoṣṭhī inga efterföljare.

## Historia
Kharoṣṭhī dechiffrerades först av James Prinsep (1799-1840) med hjälp av tvåspråkiga mynt från det indo-grekiska kungadömet. Myntens framsidor var på grekiska och dess baksidor på pāli, skrivet med kharoṣṭhī.
De mest berömda inskriptionerna är Ashokas inskrifter (från omkring 250–220 f.Kr.) av vilka det finns två versioner i kharoṣṭhī.
Studiet av kharoṣṭhī tog ny fart då den franske resanden Dutreuil de Rhins (som mördades i Tibet) år 1892 upptäckte några blad av björkbark som innehöll fragment av den buddhistiska skriften Dhammapada (lagens ord) skriven med kharoṣṭhī. Dessa är daterade till 000-talet e.Kr. och är därmed de äldsta buddhistiska manuskript som hittills upptäckts. År 1994 donerades de till British Library.

## Beskrivning
Till skillnad från andra indiska skriftspråk så skrivs kharoṣṭhī från höger till vänster.
Varje konsonant har en medföljande vokal a vars kvalité kan förändras med hjälp av diakritiska vokaltecken. Skriften har bara ett fristående vokaltecken. Andra initiala vokaler skrivs genom att detta tecken, i likhet med konsonanterna, kombineras med diakritiska tecken. Korta och långa vokaler skiljs inte åt utan skrivs med samma tecken.

### Vokaler
| Tecken | ISO |
| ------ | --- |
| ਀      | a   |
| ਀ਁ      | i   |
| ਀ਂ      | u   |
| ਀ਃ      | r̥   |
| ਀ਅ     | e   |
| ਀ਆ     | o   |

### Konsonanter
| Tecken | ISO | Tecken | ISO | Tecken | ISO | Tecken | ISO | Tecken | ISO |
| ------ | --- | ------ | --- | ------ | --- | ------ | --- | ------ | --- |
| 𐨐      | k   | 𐨑      | kh  | 𐨒      | g   | 𐨓      | gh  |        |     |
| 𐨕      | c   | 𐨖      | ch  | 𐨗      | j   |        |     | 𐨙      | ñ   |
| 𐨚      | ṭ   | 𐨛      | ṭh  | 𐨜      | ḍ   | 𐨝      | ḍh  | 𐨞      | ṇ   |
| 𐨟      | t   | 𐨠      | th  | 𐨡      | d   | 𐨢      | dh  | 𐨣      | n   |
| 𐨤      | p   | 𐨥      | ph  | 𐨦      | b   | 𐨧      | bh  | 𐨨      | m   |
| 𐨩      | y   | 𐨪      | r   | 𐨫      | l   | 𐨬      | v   |        |     |
| 𐨭      | ś   | 𐨮      | ṣ   | 𐨯      | s   | 𐨰      | z   | 𐨱      | h   |
| 𐨲      | ḱ   | 𐨳      | ṭ́h  |        |     |        |     |        |     |

### Diakritiska tecken
| Tecken | Användning                                               | ISO |
| ------ | -------------------------------------------------------- | --- |
| ਐ਌     | lång vokal                                               | kā  |
| ਐ਍     | okänd användning                                         | ka̱  |
| ਐ਎     | nasalisering eller följande nasal                        | kam |
| ਐਏ     | aspiration                                               | kaḥ |
| ਒ਸ     | markerar förändringar i uttal (nasalisering, aspirering) | ḡa  |
| ਒ਹ     | markerar förändringar i uttal (frikativisering)          | ǵa  |
| ਨ਺     | okänd användning                                         | ma? |